# Ратковці
Ратковці (словен. Ratkovci) — поселення в общині Моравське Топлице, Помурський регіон, Словенія. Висота над рівнем моря: 264,8 м.